# Toño Vadillo
Pedro Antonio Vadillo Pont (nacido en Bilbao, España, 8 de febrero de 1968), más conocido como Toño Vadillo, es un exfutbolista, entrenador de fútbol y director deportivo español. Actualmente, ejerce como director deportivo y entrenador del Arenas Club de Segunda Federación.

## Trayectoria

### Como jugador
Tuvo una dilatada experiencia como jugador formado en las categorías inferiores del Danok Bat y formaría parte de equipos como el Sestao River en Segunda División de España y de otros equipos como el Arenas Club, Club Deportivo Santurtzi, Albacete Balompié, SD Lemona, Cultural de Durango, Club Deportivo Baskonia y Sodupe Unión Club.

### Como entrenador
Tras su retirada como jugador en 1995, comenzaría su trayectoria como entrenador en el fútbol base del Danok Bat hasta que en 1997 se hace cargo de su equipo juvenil, al que dirige durante cuatro temporadas.
Tras pasar por diversos equipos de fútbol base como Begoña CF de Primera Regional, Retuerto Sport de División Honor Regional y SD Leioa de División de Honor Regional, en 2005 regresa al Danok Bat para volver a dirigir a su equipo juvenil durante otras cinco temporadas.
En diciembre de 2011, firma como entrenador del Club Deportivo Santurtzi de la División de Honor de Vizcaya, al que dirige durante cuatro temporadas y logra el ascenso a la Tercera División de España. En la temporada 2014-15, dirige al Club Deportivo Santurtzi en la Tercera División de España.
En julio de 2015, firma como entrenador del Bermeo Futbol Taldea de la Tercera División de España (Grupo IV), al que dirige durante tres temporadas y en el logró disputar un play-off de ascenso a segunda división B.
El 21 de noviembre de 2019, se convierte en director deportivo del Arenas Club.
El 19 de abril de 2022, tras la destitución de Iban Fagoaga, se convierte en entrenador del Arenas Club de Segunda Federación.
El 3 de noviembre de 2023, tras la destitución de Manu Calleja, se convierte en entrenador del Arenas Club de Segunda Federación.

## Clubes

### Como director deportivo y entrenador
| Club                                  | País   | Año             |
| ------------------------------------- | ------ | --------------- |
| Danok Bat (Fútbol Base)               | España | 1995-1997       |
| Danok Bat (Juvenil de División Honor) | España | 1997-2001       |
| Begoña CF                             | España | 2001-2002       |
| Retuerto Sport                        | España | 2002-2003       |
| SD Leioa (Fútbol Base)                | España | 2003-2004       |
| SD Leioa (Juvenil de División Honor)  | España | 2004-2005       |
| Danok Bat (Juvenil de División Honor) | España | 2005-2010       |
| Club Deportivo Santurtzi              | España | 2011-2015       |
| Bermeo Futbol Taldea                  | España | 2015-2018       |
| Arenas Club (director deportivo)      | España | 2019-actualidad |
| Arenas Club                           | España | 2022            |
| Arenas Club                           | España | 2023-actualidad |